# Calliergonella
Calliergonella es un género de musgos hepáticas perteneciente a la familia Amblystegiaceae. Comprende 5 especies descritas y de estas, solo 3 aceptadas:

## Taxonomía
El género fue descrito por Leopold Loeske y publicado en Hedwigia 50(5/6): 248. 1911. La especie tipo es: Calliergonella cuspidata (Hedw.) Loeske	

## Especies aceptadas
A continuación se brinda un listado de las especies del género Calliergonella aceptadas hasta junio de 2013, ordenadas alfabéticamente. Para cada una se indica el nombre binomial seguido del autor, abreviado según las convenciones y usos.
- Calliergonella cuspidata (Hedw.) Loeske
- Calliergonella lindbergii (Mitt.) Hedenas
- Calliergonella schreberi (Willd. ex Brid.) Grout